# Kamień Łukawski
Kamień Łukawski (littéralement « rocher Lukawski ») est un domaine du Comté de Sandomierz, dans la partie centre-sud de la Pologne.

Kamień Łukawski

## Sources
- (en) Cet article est partiellement ou en totalité issu de l’article de Wikipédia en anglais intitulé « Kamień Łukawski » (voir la liste des auteurs).